# Heinrich XXXV. (Schwarzburg-Sondershausen)

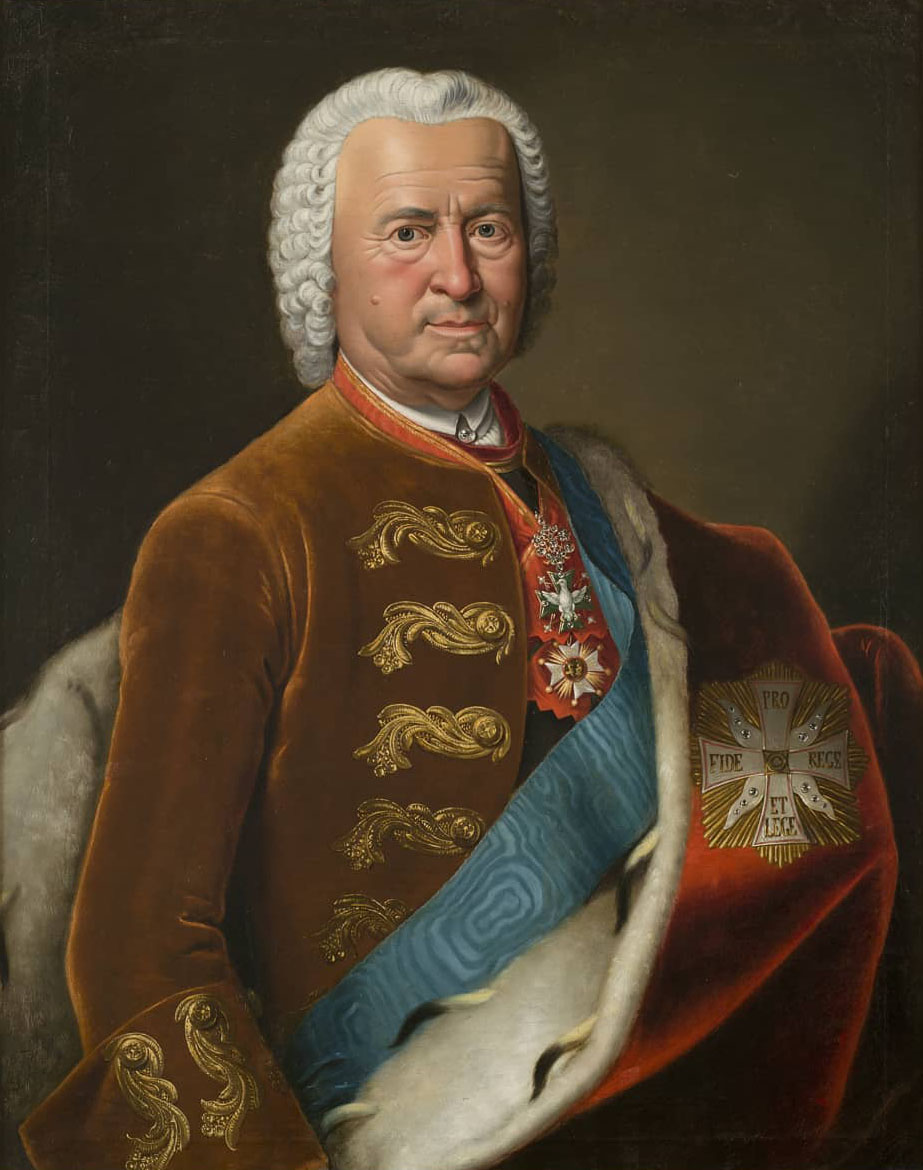
Fürst Heinrich I. von Schwarzburg-Sondershausen

Heinrich I. (XXXV.) von Schwarzburg-Sondershausen, mit Beinamen: der Diamantenfürst (* 8. November 1689; † 6. November 1758) war bis 1740 apanagierter Prinz zu Keula, von 1740 bis 1758 regierender Fürst von Schwarzburg-Sondershausen.

## Leben
Fürst Heinrich I. war Sohn des Fürsten Christian Wilhelm von Schwarzburg-Sondershausen (1647–1721) und dessen Gemahlin Wilhelmine Christiane (1658–1712), Tochter des Herzogs Johann Ernst II. von Sachsen-Weimar.
Auf Grund des 1713 geschlossenen Erb- und Thronfolgevertrages war Heinrich I. als zweitgeborener Sohn nicht erbberechtigt, sondern nur ein apanagierter Prinz zu Keula. Er war daher verärgert über seine Familie, seine Geschwister eingeschlossen, und verließ zunächst das Fürstentum. Er ließ sich auf einem Landsitz in Bürgel bei Jena nieder und pflegte gute Kontakte zu seinem Oheim Herzog Wilhelm Ernst von Sachsen-Weimar.
Nach dem kinderlosen Tod seines Bruders Günther 1740 folgte Heinrich I. ihm als regierender Fürst. Er residierte im Schloss Sondershausen und in dem Marktflecken Reichelsheim (Wetterau).
Obwohl während seiner Regierungszeit der Siebenjährige Krieg tobte, konnte die Bevölkerung mit wenig Unterstützung rechnen. Er war prunksüchtig und verschwenderisch, z. B. besaß er eine Diamantensammlung im Wert von einer halben Million Taler, daher rührt sein Beiname. Er galt als ein leidenschaftlicher Sammler von Prunkkutschen, insgesamt besaß er 37, davon zwei französische Prunkkarossen. Eine davon ist die Goldene Kutsche, die im Schloss Sondershausen ausgestellt ist.
Der Fürst wurde so zum umstrittensten Regenten einer Dynastie. Er war emotional von seinem Fürstentum und seinen Untertanen sehr entfernt und hielt sich unverhältnismäßig oft außerhalb des Fürstentums auf. Da er ein gespanntes Verhältnis zu seinen Geschwistern hatte, vermachte er sein Allodialvermögen dem Herzog von Sachsen-Coburg.
Er starb 1758 unvermählt, ohne rechtmäßigen Erben, sodass der älteste Sohn seines Bruders August I., der Prinz Christian Günther, der nachfolgende Fürst wurde.